# AWStats
AWStats (Advanced Web Statistics) ist eine freie Webanalyse-Software. Sie wird zur Auswertung von Logdateien verwendet, die Webserver auf Basis von Besucheranfragen erstellen. AWStats erzeugt Berichte als HTML-Seiten, die mit einem Browser betrachtet werden können und auf diese Weise beispielsweise direkt von der analysierten Webseite verlinkt werden können.

## Hintergrund
Das Script kann mit Logdateien von Web-, Mail- oder FTP-Servern umgehen. Es wurde in der Programmiersprache Perl geschrieben und wird unter der GNU General Public License vertrieben.
AWStats unterstützt die wichtigsten Webserver-Logformate wie die des Apache (NCSA combined/XLF/ELF-Logformat oder common/CLF-Logdateiformat), WebStar, IIS (W3C-Logdateiformat) und viele weitere. Es generiert aus den Logdateien eine grafische und textbasierte Statistik, wobei nicht direkt Bilddateien erzeugt, sondern die Grafiken durch HTML-Tabellen und CSS-Konstrukte simuliert werden.
Da AWStats ausschließlich auf Perl basiert und nur einige CPAN-Module zum Laufen benötigt, ist es auf jedem Perl unterstützenden Betriebssystem lauffähig.

## Arbeitsweise

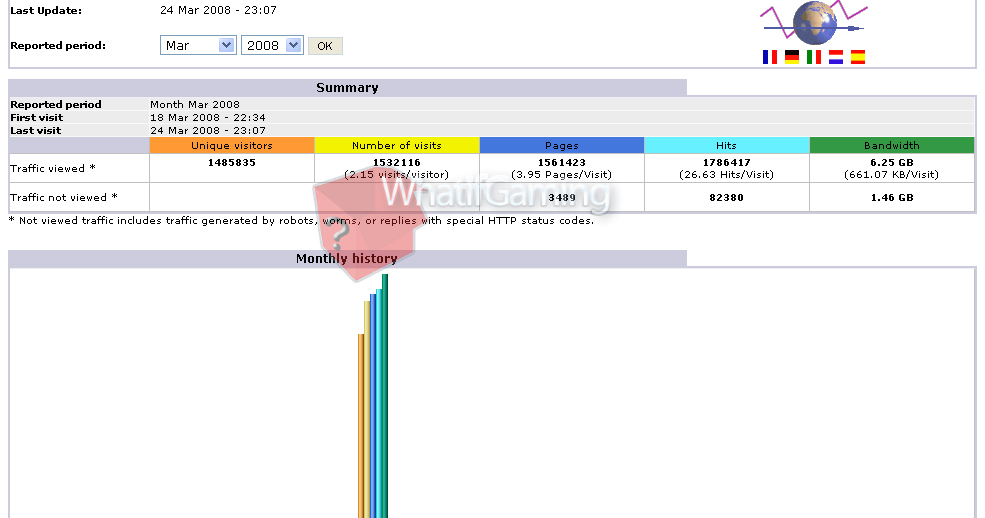
Screenshot einer typischen Ausgabe von AWStats

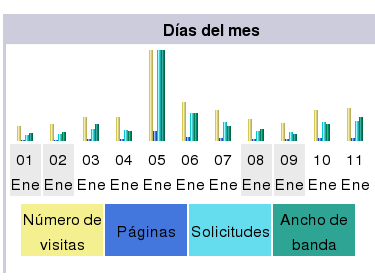
Balkendiagramme, die die monatliche Aufrufrate der analysierten Website anzeigen

AWStats wird regelmäßig, üblicherweise täglich, aufgerufen (z. B. automatisiert durch einen Cronjob). Bei jedem Aufruf überfliegt AWStats die vorhandenen Statistiken und überprüft anhand eines Zwischenspeichers, welche Logzeilen bereits analysiert wurden. Dann analysiert es neu hinzugekommene Logzeilen und fügt sie seinem Datenbestand hinzu und aktualisiert die HTML-Zusammenfassungen. Je nach Konfiguration kann AWStats nach der Auswertung in einem Balkendiagramm anzeigen, um welche Uhrzeit ein Aufruf erfolgte, wie viele Daten übertragen wurden, welche Browser-Version verwendet wurde, von welchem Rechner und von welcher Adresse der Besucher kam. Gemeinsam mit allen anderen Logzeilen entstehen so aussagekräftige Ergebnisse.

## Anwendung
AWStats kann in zwei verschiedenen Modi betrieben werden: Entweder als Hintergrundprogramm oder als CGI-Programm (bzw. unter Zuhilfenahme von mod perl).
Im ersteren Modus erzeugt AWStats nach einmaligem Aufruf statische HTML-Dateien. Dies tut AWStats prinzipiell auch bei der zweiten Variante, zusätzlich kommen jedoch Extrafunktionen, die individuelle Anfragen von Besuchern zulassen, etwa eine Übersicht der verwendeten Browser zwischen März 2007 und April 2009. Diese Analysedaten werden dann unmittelbar bei Anforderung generiert. Dies führt zwangsläufig zu einer höheren Serverlast als die pure Anzeige von statischen Dateien.

## Konfiguration und Erweiterungen
AWStats wird durch eine umfangreich dokumentierte Konfigurationsdatei angepasst, die sich einer simplen Syntax der Form
```
# Kommentar
Eigenschaft="Wert"
AndereEigenschaft="Wert"
```

bedient. Außerdem ist AWStats durch sogenannte „Extra Sections“ erweiterbar. Diese sind kurze Codestücke, die es ermöglichen, spezielle Statistiken zu erstellen.

## Alternativen
Als konkurrierendes freies Programm mit etwa dem gleichen Umfang wird oft Webalizer genannt.